# De la marge au centre : Théorie féministe
De la marge au centre : Théorie féministe (titre original en anglais : Feminist Theory: From Margin to Center) est un essai de bell hooks paru en 1984, sur la pensée féministe radicale. 
Il appelle à inclure dans le mouvement féministe les femmes noires situées en « marge », invisibilisées dans la société américaine, et ignorées, selon l'auteure, par les femmes blanches qui ont produit la théorie féministe et qui sont quant à elles situées au « centre ». Le livre relève d'une approche intersectionnelle avant la lettre. Il est traduit en français en 2017.

## Contenu

### Analyse de l'échec du féminisme américain
bell hooks pense que le féminisme américain a échoué dans l'opinion publique. La faiblesse de ce mouvement s'expliquerait selon elle non par la misogynie dominante, mais par le fait qu'il tient un discours incohérent : le féminisme « porte les revendications d’égalité de celles qui sont privilégiées selon la race, la classe, et les normes sociales ». bell hooks décèle ainsi un biais ethnocentrique et classiste dans un langage féministe lui-même critique, par ailleurs, à l'égard des biais sexistes. Le moyen de remédier à ces distorsions de perspective consiste selon elle à réhabiliter le point de vue des femmes racialisées et minorisées. Les femmes noires doivent quitter les marges où elles ont été reléguées, pour s'inscrire au centre de la théorie et de l'action féministe (« moving from Margin to Center »).
hooks analyse notamment l'ouvrage La Femme mystifiée (1963) de Betty Friedan qui adopte selon elle une approche trop étroite de la réalité des femmes, même si elle le juge utile pour comprendre les effets de la discrimination sexiste sur les femmes au foyer, diplômées d'université, blanches, mariées, de la classe moyenne et supérieure. hooks reproche à Betty Friedan de ne pas évoquer les expériences ou les besoins des femmes sans hommes, sans enfants, sans foyer, non blanches ou pauvres. 
Dans la préface de la réédition du livre en 2000, bell hooks explique qu'elle l'a écrit pour combler un manque, celui d'une théorie qui prenne en compte non seulement le genre, mais aussi la race et la classe.

### Critique de la position anti-hommes
Alors que le féminisme américain est en général conçu comme une affaire de femmes exclusivement, bell hooks soutient que les hommes devraient être intégrés dans ce mouvement. En effet, selon cette auteure, les hommes sont, eux aussi, des victimes du sexisme, qui les soumet à des normes contraignantes, et les oblige à se mutiler ainsi d'une part d'eux-mêmes ; les membres des deux sexes devraient engager une lutte commune contre l'oppression sexiste. De plus, bell hooks rappelle que les femmes racialisées des milieux populaires affrontent avec les hommes le racisme et la pauvreté, et qu'elles ne peuvent donc pas se désolidariser de leurs compagnons. Les féministes américaines qui excluent les hommes de leur mouvement, en les identifiant à « l'oppresseur », adoptent un point de vue bourgeois, qui occulte la question de l'inégalité entre classes sociales, pour se centrer exclusivement sur l'inégalité entre les sexes. 

### Critique de la sororité
La notion de sororité masque les différences de situation sociale entre certains groupes de femmes ; la sororité masque également le racisme qui sépare quelquefois les femmes racialisées entre elles, comme il sépare les blanches et les femmes racialisées. bell hooks  propose de remplacer la sororité selon elle illusoire par une solidarité politique entre groupes de femmes. 

### Pour une pédagogie féministe
Influencée par l'ouvrage de Paolo Freire, Pédagogie des opprimés (1969), bell hooks préconise d'une part un effort accru en vue de l'alphabétisation des femmes noires et, d'autre part, une décolonisation des savoirs, en particulier de ceux produits par le mouvement féministe américain. 
bell hooks conçoit l'éducation comme une « pratique de la liberté », dans le sillage de Paolo Freire, mais observe un certain « anti-intellectualisme » de la part de nombre de militantes noires, qui lui apparaît comme un effet de leur accès limité à l'instruction, mais aussi comme un rejet compréhensible de théories mal dégagées d'un mode de pensée colonial. bell hooks « montre que les féministes privilégiées, en chosifiant les expériences des femmes noires, les ont réduites à des objets d’études ou à des alibis des études féministes et de genre ».

### Féminisme radical
bell hooks peut être identifiée dans cet ouvrage comme une féministe radicale en raison de sa thèse selon laquelle le système étant corrompu, la réalisation de l'égalité dans un tel système n'est ni possible ni souhaitable. Sa démarche se distingue ainsi de celle d'un féminisme plus traditionnel, qui veut agir sur les comportements des individus, sans changement de l'organisation sociale. bell hooks promeut une transformation complète de la société et de toutes ses institutions, une révolution non violente qui passe par l'inclusion des femmes noires situées en marge de la société, mais aussi par celle « des hommes touchés par les effets des systèmes capitaliste, raciste, impérialiste et colonialiste et l’institutionnalisation du patriarcat ». 

## Réception

### Une approche intersectionnelle avant la lettre
Agnès Berthelot-Raffard inscrit dans la mouvance de l'intersectionnalité cet ouvrage de bell hooks qui affirme l'insuffisance de la lutte contre le sexisme, et la nécessité de prendre acte des relations qui unissent les différentes formes d'oppression. De même, selon l'auteure de la préface de la traduction française, Nassira Hedjerassi, « l’approche de bell hooks est de fait intersectionnelle même si elle n’a jamais utilisé ce mot » forgé en 1989 par Kimberlé Williams Crenshaw, mais plutôt « le concept d'interconnectivité des systèmes d’oppression ».

### Une sous-estimation des apports du féminisme des années 1970
Pour Mary Hawkesworth, l'analyse intersectionnelle de bell hooks est justifiée, voire prophétique à en juger par l'incapacité ultérieure des féministes socialistes à faire de la guerre de classe une priorité, à en juger aussi par les limites d'un « féminisme bourgeois » inapte à contrer la montée des nationalismes xénophobes et à enrayer le développement des rhétoriques anti-immigrés, ou encore par l'échec d'une Marche des femmes brisée par des accusations internes d'antisémitisme et d'homophobie. 
Toutefois, après une longue analyse qui met en lumière l'opposition entre le féminisme et le néolibéralisme, Mary Hawkesworth considère que l'apport du féminisme des années 1970 est plus vaste que ce qu'en retient bell hooks ; elle rappelle les apports de ce féminisme en matière de théorisation, qui s'inscrivent dans la praxis défendue par bell hooks, c'est-à-dire dans la construction « d'une action et d'une réflexion sur le monde dans le but de le transformer ». Elle en veut pour preuve la convergence des efforts du néolibéralisme, qui cherche à « saper la vision féministe de la justice sociale », et de ceux des fondamentalismes religieux chrétien, islamique et juif, qui combattent ce qu'ils appellent « l'idéologie du genre ». Une autre preuve du travail de réflexion effectué par le féminisme est, selon M. Hawkesworth, le caractère subversif et dangereux qu'une partie de l'opinion prête à ce mouvement. Les féministes consacrent une énergie intense à préserver les fragiles gains qu'elles ont réalisés ; leurs théorisations sophistiquées fournissent un complément important à l'analyse de bell hooks.

### Texte de bell hooks
- Bell Hooks (trad. Noomi B. Grusig, préf. Nassira Hedjerassi), De la marge au centre. Théorie féministe, Päris, Editions Cambourakis, 2017 (lire en ligne [PDF]). La préface de Nassira Hedjerassi intitulée « A l’école de bell hooks, à l’école de la décolonisation » occupe les pages 7 à 45[15].
- Texte original en anglais : bell hook, Feminist theory : from margin to center, New York, Routledge, 2015 (1re éd. 1984) (ISBN 9781138821651, OCLC 882738733, lire en ligne [PDF]).

### Sur le texte de bell hooks
- (en) Shatema Threadcraft, « Reflecting on the Power of hooks - Feminist Theory: From Margin to Center. By bell hooks. New York: Routledge, [1984] 2015 », Politics & Gender (en), vol. 15, no 4,‎ décembre 2019 (DOI 10.1017/S1743923X19000667, lire en ligne).
- (en) Mary Hawkesworth, « Explaining Feminist Failure - Feminist Theory: From Margin to Center. By bell hooks. New York: Routledge, [1984] 2015 », Politics & Gender, vol. 15, no 4,‎ décembre 2019 (DOI 10.1017/S1743923X19000631, lire en ligne).
- (en) Zenzele Isoke, « Bell hooks: 35 Years from Margin to Center - Feminist Theory: From Margin to Center. By bell hooks. New York: Routledge, [1984] 2015 », Politics & Gender, vol. 15, no 4,‎ décembre 2019 (DOI 10.1017/S1743923X19000643, lire en ligne).
- (en) Nikol G. Alexander-Floyd, « Sisterhood Is Powerful, but Must It Be Political? - Feminist Theory: From Margin to Center. By bell hooks. New York: Routledge, [1984] 2015. 180 pp. 23.96. », Politics & Gender, vol. 15, no 4,‎ décembre 2019 (ISSN 1743-923X et 1743-9248, DOI 10.1017/S1743923X1900062X, lire en ligne, consulté le 11 avril 2021).
- (en) Keisha Lindsay, « Black Women and the Intersectional Politics of Experience - Feminist Theory: From Margin to Center. By bell hooks. New York: Routledge, [1984] 2015. 180 pp. $136.00 (hardcover), $23.96 (paperback). », Politics & Gender, vol. 15, no 4,‎ décembre 2019 (ISSN 1743-923X et 1743-9248, DOI 10.1017/s1743923x19000655, lire en ligne, consulté le 11 avril 2021)

- (en) Joyce Pettis, « Feminist Theory from Margin to Center. Bell Hooks (compte-rendu) », Signs: Journal of Women in Culture and Society (en), vol. 11, no 4,‎ 1986, p. 788-789 (lire en ligne)
- (en) Aasha Mehta, « Feminist Theory: From Margin to Center, Bell Hooks, Boston:South End Press, 1984 (compte-rendu) », Empowering women for gender equity, vol. 1, no 1,‎ 1987 (lire en ligne)
- (en) Sandra Jackson, « Feminist Theory: From Margin to Center (compte rendu) », Ufahamu: A Journal of African Studies (en),‎ 1985 (lire en ligne)
- (en) Hazel T. Tibiana, « Extending bell hooks' Feminist Theory », Journal of International Women's Studies Journal,‎ février 2020 (lire en ligne)
- Agnès Berthelot-Raffard, « La périphérie est aussi le centre », Genre, sexualité et société,‎ 2 décembre 2019 (DOI 10.4000/gss.5214, lire en ligne).
- Salima Massoui, « De la marge au centre. Théorie féministe - bell hooks », Relations, no 793,‎ novembre 2017 (lire en ligne, consulté le 7 avril 2021).
- Franck Freitas Ekué, « Compte rendu de De la marge au centre. Théorie féministe », Cahiers du genre, vol. 1, no 64,‎ 2018, p. 219-251 (DOI 10.3917/cdge.064.0219, lire en ligne).
- (pt-BR) Dirce Waltrick do Amarante, « Livro de bell hooks dá nova orientação para feminismo : 'Teoria feminista: Da margem ao centro' incorpora experiências de mulheres da periferia, negras e latinas aos estudos sobre o tema », sur O Globo, 8 mars 2020 (consulté le 21 avril 2021).
- (en) Daphne Lamothe, « Book Reviews (comptes rendus de Black Feminist Cultural Criticism de Jacqueline Bobo; de Feminism Is for Everybody: Passionate Politics de bell hooks; et de Feminist Theory: From Margin to Center de bell hooks) », Signs, vol. 30, no 4,‎ 2005, p. 2265–2270 (ISSN 0097-9740, DOI 10.1086/429809, lire en ligne, consulté le 20 avril 2021).